# M. de Perez
M. de Perez (ca 1560 - 1590 ?) est un écrivain et musicien gascon de langue d'oc et de langue française. 
Il est mentionné par Pierre Bec dans son anthologie du Siècle d'or de la poésie gasconne. Inconnu des critiques littéraires occitans avant la fin du XXe siècle, son œuvre nous est transmise dans un manuscrit où la plupart des œuvres sont en français mais où 3 sonnets sont en gascon.
Pierre Bec suppose qu'il était de Comminge ou du pays toulousain, militaire et qu'il connut la prison.

## Sonnet
Quan lo sorelh daurat ven escóner sa fàcia

Dejotz la nòstra mair, tot lo bestiar gaujós

Se repausa e s'endròm, e jo per mas amors

Jamès non cluqui l'uelh per saunejar sa gràcia.

E puish quan lo lugran nosescubrís la tràcia

Deu jorn clar, tot adès començan mas dolors,

E mos pensaments hòls, malastrucs e traidors

Me hèn despità'u jorn e sa lusenta fàcia.

Quan - praube ! - jo non son còsta l'uelh aberit

De l'amor que'm murtrís, e d'aqueth bèth esprit

Qu'aviva de sa lutz la mia amna meschina.

Jo morí mila còps, e malurosament

Son bèth uelh me murtrís e me dona turment

Quan còsta d'eth jo son tròp pròp de ma ruina.